# It's the End of the World but It's a Beautiful Day
It's the End of the World but It's a Beautiful Day è il sesto album in studio del gruppo musicale statunitense Thirty Seconds to Mars, pubblicato il 15 settembre 2023.
| Recensione           | Giudizio |
| -------------------- | -------- |
| Billboard            | positivo |
| Clash                | 8/10     |
| Classic Rock         | [ 7 ]    |
| Hot Press            | 5/10     |
| Kerrang!             | [ 8 ]    |
| The Line of Best Fit | 4/10     |
| Riff                 | 7/10     |
| SpazioRock           | [ 3 ]    |
| Toronto Star         | [ 11 ]   |
| Trend                | [ 12 ]   |

## Tracce
1. Stuck – 3:02
2. Life Is Beautiful – 3:19
3. Seasons – 2:46
4. Get Up Kid – 2:58
5. Love These Days – 3:01
6. World on Fire – 3:18
7. 7:1 – 2:45
8. Never Not Love You – 3:14
9. Midnight Prayer – 2:34
10. Lost These Days – 3:05
11. Avalanche – 3:24

## Formazione
Thirty Seconds to Mars
- Jared Leto – chitarra, tastiera (tutte le tracce); voce (tracce 1–8, 10, 11)
- Shannon Leto – batteria (tutte le tracce); voce, percussioni (traccia 9)

Produzione
- Mike Bozzi – mastering
- Spike Stent – mixing (tracce 1, 2, 4–6, 8–10)
- Josh Gudwin – mixing (traccia 3)
- Ed Sheeran – chitarra (traccia 6)
- Oscar Neidhardt – mixing (traccia 7), audio engineering (traccia 10)
- Rob Kinelski – mixing (traccia 11)